# Mazda RX-3
La Mazda RX-3 è un'autovettura prodotta dal 1972 al 1977 dalla casa automobilistica giapponese Mazda.

## Descrizione
Caratteristica principale del veicolo era il motore rotativo Wankel a due rotori con una cilindrata di 491 o 573 cm³. La vettura venne anche impiegata in ambito sportivo dalla scuderia francese Auto Mazda Claude Bouchet, partecipando alla 24 ore di Le Mans 1975 con alla guida Claude Bouchet e Jean Rondeau su una Mazda RX-3 con motore Mazda 12A da 1,2 litri birotore.

## Scheda tecnica
| Mazda                             | RX-3/982                                                       | RX-3/1148                                                      |
| --------------------------------- | -------------------------------------------------------------- | -------------------------------------------------------------- |
| Motore:                           | Motore Wankel a due rotori in lega leggera                     | Motore Wankel a due rotori in lega leggera                     |
| Cilindrata:                       | 491 cc                                                         | 574 cc                                                         |
| Potenza:                          | 81 kW (110 SAE PS) a 7000 giri/min                             | 95 kW (130 SAE PS) a 7000 giri/min<                            |
| Coppia:                           | 135 Nm a 4000 giri/min                                         | 157 Nm a 4000 giri/min                                         |
| Rapporto di compressione:         | 9.4: 1                                                         | 9.4: 1                                                         |
| Alimentazione:                    | 1 carburatore quadruplo downdraft Stromberg                    | 1 carburatore quadruplo downdraft Stromberg                    |
| Raffreddamento:                   | Raffreddamento ad acqua                                        | Raffreddamento ad acqua                                        |
| Trasmissione:                     | Trazione posteriore con cambio a 4 velocità                    | Trazione posteriore con cambio a 4 velocità                    |
| Sospensioni anteriori:            | Montanti MacPherson, bracci trasversali, barra stabilizzatrice | Montanti MacPherson, bracci trasversali, barra stabilizzatrice |
| Sospensione posteriore:           | Asse rigido, balestre semiellittiche                           | Asse rigido, balestre semiellittiche                           |
| Freni:                            | dischi anteriori, tamburi posteriori, con servofreno           | dischi anteriori, tamburi posteriori, con servofreno           |
| Sterzo:                           | Sterzo a ricircolo di sfere                                    | Sterzo a ricircolo di sfere                                    |
| Telaio:                           | Lamierato d'acciaio, autoportante                              | Lamierato d'acciaio, autoportante                              |
| Carreggiata anteriore/posteriore: | 1295/1295 mm                                                   | 1295/1295 mm                                                   |
| Interasse:                        | 2310 mm                                                        | 2310 mm                                                        |
| Dimensioni:                       | 4065 x 1595 x 1350-1375 mm                                     | 4065 x 1595 x 1350-1375 mm                                     |
| Peso a vuoto:                     | 850-895 kg                                                     | 850-895 kg                                                     |
| Velocità massima:                 | 175-180 km/h                                                   | 185-190 km/h                                                   |
| Consumo (litri/100 chilometri):   | 11,5                                                           | 11,5                                                           |